# 漫蚁属
漫蚁属（学名：Nomamyrmex）是行军蚁亚科的一个属。 该属仅有两种漫蚁，其中一种为艾氏漫蚁（Nomamyrmex esenbeckii），分布于新热带区；另一种则为 Nomamyrmex hartigii，分布于美国南部至阿根廷北部、墨西哥至巴西南部。  艾氏漫蚁是已知唯一一种能与芭切叶蚁属（Atta）抗衡的蚂蚁，尤其是光滑芭切叶蚁（Atta laevigata）。   

## 物种
该属仅有两种漫蚁：
- 艾氏漫蚁 Nomamyrmex esenbeckii (Westwood, 1842)
- Nomamyrmex hartigii (Westwood, 1842)